# 横山ポンスケゆうすけ
横山ポンスケゆうすけ（よこやま ポンスケ ゆうすけ）は、日本のお笑いコンビ。松竹芸能所属。2019年に芸名を変更、旧コンビ名は「あらじお」。

## メンバー
横山ポンスケ（よこやま ポンスケ、1979年7月24日（45歳） - ）
- 本名：湊川圭（みなとがわ けい）。
- 岡山県倉敷市出身、身長155cm、体重72kg、血液型A型。
- 倉敷芸術科学大学卒業。
- 趣味・特技：声帯模写、バルーンアート、バレーボール、スケートボード。
- 結成する前は、『ヘンデルはグレテル』『うらら』で活動していた。
- 『いいね!テニス』（サンテレビ）では、テニロボの被り物をしている。 [1]

横山ゆうすけ（よこやま ゆうすけ、1982年7月24日（42歳） - ）
- 本名：原田竜介（はらだ りゅうすけ）。
- 兵庫県加古川市出身、身長170cm、体重67kg、血液型B型。
- 松山大学卒業。
- 趣味・特技：硬式テニス（高校時代 岡山県ダブルス優勝）。
- 結成する前は『ジャック』で活動していた。

## 概要
それぞれ別に活動していたが、2011年に『あらじお』を結成。原田竜介が横山ひろし（横山たかし・ひろし）に弟子入りしていて、2019年、師匠から横山の名前を継がせると話があり今の芸名に変更する。
テニス番組の司会をしている事から、ビーチテニスアンバサダーに就任している。

## 受賞歴
- 第13回（2012年）新人お笑い尼崎大賞 優秀賞

## 出演

### テレビ番組
- スマイルパワーTV（2012年 - 2013年、サンテレビ）[3]
- ひがタン!（2019年、BAN-BANテレビ）あらじおのネイチャレンジ！ [4]
- いいね!テニス（2014年 - 、サンテレビ）[5]

### ラジオ
- あらじおのあらじおんナイト!（2012年 - 2014年、FMaiai）[6]
- あらじおのカントリーロード!（2012年 - 2017年、BAN-BANラジオ）[7]
- 友紀希望“歌の旅”（2019年、ラジオ関西）横山ゆうすけ のみ
- みきらぢ サンナナ（FMみっきぃ）第2・4月曜日 担当 [8]